# Страх от страха
„Страх от страха“ (на немски: Angst vor der Angst) е западногермански телевизионен филм от 1975 година, драма на режисьора Райнер Вернер Фасбиндер по негов собствен сценарий. Главните роли се изпълняват от Маргит Карстенсен, Ел Хеди Бен Салем и др. 

## Сюжет
В центъра на сюжета е млада жена, която постепенно изпада в тежка депресия и се сблъсква с неразбирането на близките си.

## В ролите
| Изпълнител              | Роля         |
| ----------------------- | ------------ |
| Маргит Карстенсен       | Еми Куровски |
| Ел Хеди Бен Салем       | Али          |
| Барбара Валентин        | Барбара      |
| Ирм Херман              | Криста       |
| Райнер Вернер Фасбиндер | Ойген        |
| Карл Шейт               | Алберт       |
| Елма Карлова            | Фрау Каргус  |
| Анита Бухер             | фрау Елис    |
| Густи Крайсл            | Паула        |
| Валтер Зедлмайер        | Ангермайер   |